# Prohierodula congica
Prohierodula congica är en bönsyrseart som beskrevs av Max Beier 1942. Prohierodula congica ingår i släktet Prohierodula och familjen Mantidae. Inga underarter finns listade i Catalogue of Life.